# 阿卜杜马利克·哈洛科夫
阿卜杜马利克·安瓦尔奥卢·哈洛科夫（2000年4月9日—），乌兹别克斯坦男子拳击运动员，2021年世界拳击锦标赛男子60公斤级银牌得主、2023年世界男子拳击锦标赛男子57公斤级金牌得主、2022年亚洲运动会男子57公斤级金牌得主。2024年夏季奧林匹克運動會男子拳擊羽量級金牌得主。